# Владимиров, Георгий Ефимович
Георгий Ефимович Владимиров (25 января 1901 года, Ивановка, Харьковская губерния, Российская империя — 5 сентября 1960 года, Ленинград, СССР) — советский биохимик, академик АМН СССР (1960). Полковник медицинской службы.

## Биография
Родился 25 января (12 января по старому стилю) 1901 года в селе Ивановка (ныне — исторический район г. Харькова, Украина) в семье железнодорожного служащего. Среднее образование получил в Белевском реальном училище им. В. А. Жуковского, которое окончил в 1917 г. В том же году он был зачислен слушателем в Военно-медицинскую академию в Петрограде.  5 марта 1918 года почти целиком выполнив программу 1-го курса, временно прерывает занятия в академии и поступает добровольцем-санитаром в 5-й экспедиционный   санитарный   отряд   Красной Армии,   формировавшийся   в   Петрограде Пролетарским   Красным   Крестом.   В   составе   этого  отряда    в   течение полугода принимает участие в борьбе против немецких войск на Гомельском направлении.
По окончании Военно-медицинской академии в 1923 г. в числе 5 лучших выпускников был оставлен на 3 года при кафедре физиологической химии «для подготовки к ученой и учебной деятельности» (аналог современной адъюнктуры).  В 1926 г. направлен в Центральную психо-физиологическую лабораторию Главного военно-санитарного управления в г. Москве. Спустя год возвращается в ВМА на должность преподавателя.  Наряду с работой в ВМА был старшим научным сотрудником Института гигиены труда, а с 1933-по 1940 год заведовал кафедрой физиологической и коллоидной химии 3-го Ленинградского медицинского института и биохимической лабораторией института экспериментальной медицины.
С 1941 года до выхода в отставку с военной службы в 1958 году - начальник кафедры биохимии Военно-медицинской академии.  Одновременно с 1940 по 1960 год заведовал кафедрой биохимии Ленинградского государственного университета, а с 1950 по 1960 год -  лабораторией биохимии нервной системы, организованной им в институте физиологии им И. П. Павлова АН СССР.
Под его руководством выполнено и защищено 8 докторских и 54 кандидатских диссертационных работ.
Скоропостижно скончался в Ленинграде 5 сентября 1960 года в возрасте 59-ти лет. Похоронен на Богословском кладбище (участок Л).

## Общественная деятельность
Был одним из организаторов Всесоюзного биохимического общества и состоял членом   президиума центрального совета этого общества, был членом правления Всесоюзного   общества физиологов имени И. М. Сеченова, членом правления ленинградских отделений   обоих этих обществ и бессменным председателем биохимической секции Физиологического   общества в Ленинграде, а также членом правления Ленинградского обществ естествоиспытателей. Работал в качестве члена редакционных коллегий «Физиологического журнала СССР», журналов «Успехи биологической химии», «Вопросы медицинской химии»,   «Биохимия» и «Вестник Ленинградского университета», а также являлся заместителем  редактора химического раздела Большой медицинской энциклопедии. В начале 1960 года  был избран членом президиума «Международной организации по исследованию мозга» (IBRO).

## Научные работы
Основные научные работы посвящены эмбриохимии, физиологической химии труда, вопросам кислородного голодания, химии эритроцитов и  кровяным пигментам,  биохимии антибиотиков, обмену веществ и энергетике биохимических процессов, функциональной биохимии мозга и мышц.
В 1934 г. под его руководством была начата серия исследований по вопросам кислородного голодания. В течение семи лет (1934-1940 г.г.) возглавлял биохимическую группу эльбрусской экспедиции Академии наук СССР. В экспериментах на себе и своих сотрудниках детально исследовалось влияние разреженной атмосферы (гипоксии) на человеческий организм.
- Выявил акклиматизационные изменения обмена веществ и влияние на него мышечной деятельности.
- Обнаружил взаимосвязь обмена гемоглобина, желчных пигментов и аскорбиновой кислоты.
- Одним из первых в СССР применил метод радиоактивных изотопов для изучения взаимосвязи функционального состояния и скорости обменных процессов в мозге и мышцах.
- Изучал обмен белков, липопротеинов, гликогена, нуклеиновых кислот и фосфолепидов в мозге при различных функциональных состояниях.
- 1955 — Выпустил Учебник физиологии.
- 1962 — Выпустил учебное пособие Энзимология.
- 1965 — Выпустил учебное пособие Функциональная биохимия.

## Награды и премии
- 1936 — Павловская медаль ленинградского общества физиологов имени И.М. Сеченова.